# Služba državne varnosti
SDV - Služba državne varnosti (srbohrvaško SDB - Služba državne bezbednosti) je bila jugoslovanska tajna policija, ki se je leta 1966 preoblikovala iz  UDBE.
SDV kot slovenska politična policija je bila organ za prepoznavanje in sankcioniranje političnih nasprotnikov v nekdanji socialistični Jugoslaviji. Zakon ji je dajal skoraj neomejene pristojnosti, ki so jih sdvjevci formalno spoštovali. SDV je delovala tudi v tujini, kjer takšnih pristojnosti ni imela, zato je delovala tajno. Opravila je niz podtalnih akcij, umorov, izsiljevanj in ugrabitev. Pri tem je uporabljala svoje agente in sodelovala z jugoslovanskimi in tudi tujimi civilisti. SDV je bila razpuščena leta 1990 z razpadom Jugoslavije. Zadnji načelnik SDV je bil Ivan Eržen, odgovoren za uničenje velikega dela arhivov službe.
Leta 2003 je nekdanji častni konzul na Novi Zelandiji Dušan Lajovic na internetu na naslovu www.udba.net objavil gradivo iz Centralne aktivne evidence, ki je vsebovala podatke o ljudeh, ki so sodelovali s tajno policijo.
Kasneje pa je Lajovic objavil podatke tudi v knjigi z naslovom Med svobodo in rdečo zvezdo. Imena pa so bila okrnjena, izbrisan je namreč ves slovenski politični vrh.

## Znani (so)delavci/uslužbenci SDV
USLUŽBENCI:
- Ivan Eržen, zadnji načelnik SDV;
- Janez Zemljarič, CK ZKS/ZKJ, načelnik SDV, sekretar za notranje zadeve;
- Silvo Gorenc, načelnik jugoslovanske SDV;
- Stanislav Dovgan, načelnik Ljubljanskega centra SDV;
- Boris Zore, vodja SDV Ljubljana mesto;
- Branimir Strojanšek, župan občine Braslovče, stranka SD;
- Mitja Močnik, veleposlanik v Črni gori, afera JBTZ;
- Matjaž Zanoškar, nekdanji poslanec DeSUS, nekdanji župan Slovenj Gradca;
- Zdenko Roter, svetovalec Milana Kučana, profesor na FSPN, uslužbenec UDBA/SDV, specializiran za preganjanje duhovnikov;
- Tone Fornezzi - Tof, novinar, urednik rubrike v Nedeljskem dnevniku;
- Maksimiljan (Maks) Lavrinc, poslanec LDS, svetovalec Janeza Drnovška, stranka Zares;
- Silvo Komar, CK ZKS, ex-SDV, ex-VIS, MB orožje, svetovalec Milana Kučana;
- Janez Žirovnik, ex-SDV, ex-SOVA, sodnik okrožnega sodišča v Mariboru;
- Drago Isajlović, ex-SDV, afera JBTZ, svetovalec ministra za finance Franca Križaniča;
- Mag. Stanislav Vidovič, nekdanji generalni sekretar MZZ, sedanji veleposlanik Republike Slovenije v Združenih državah Amerike, ex-SDV, ex-SOVA;
- Boštjan Šefic, ex-SDV, ex-SOVA, nekdanji državni sekretar na MNZ, državni sekretar na MORS;
- Rafael Mohorko, odvetnik iz Celja;
- Marjan Petan, član glasbene zasedbe New Swing Quartet

SODELAVCI:
- Zmago Jelinčič Plemeniti, poslanec Državnega zbora RS, predsednik stranke SNS, sodelavec SDV s kodnim imenom "Padalec";
- Mitja Meršol, novinar, nekdanji poslanec Državnega zbora RS, nekdanji mestni svetnik v Ljubljani, sodelavec SDV s kodnim imenom "Lingvist"
- Veno Taufer, pesnik, sodelavec SDV s kodnim imenom "Filozof";
- Jernej Sekolec, slovenski član arbitražnega sodišča, afera Pirangate;
- Milan Dorić - Hanzi, sodeloval pri umorih;
- Primož Hainz, nekdanji podpredsednik Državnega zbora RS, član stranke DeSUS, redni sodelavec SDV;
- Manca Košir, profesorica novinarstva na FDV, redna sodelavka SDV;
- Doro Izidor Hvalica, sindikat GLOSA, državni svetnik 2002 - 2007;
- Samo Bevk, svetovalec v kabinetu MORS, poslanec stranke SD, ex-župan Idrije, aktiven pri zapiranju arhivov;
- Božo Jašovič, nekdanji predsednik uprave NLB;
- Dušan Dolamič, nekdanji svetovalec stranke SLS, afera pri oškodovanju NLB;
- Marjan Bauer, nekdanji odgovorni urednik Slovenskih novic;
- Stane Štemberger, nekdanji direktor SOVE, zaposlen na veleposlaništvu RS v Zagrebu, štipendist SDV
- Rudi Rizman, sociolog in profesor